# Henri-Guillaume Hamal
Henri-Guillaume Hamal (ook: Hamalle en Amael) (Luik, 3 december 1685 – aldaar, 3 december 1752) was een Zuid-Nederlands componist, dirigent en organist. Hij is lid van een familie met actieve componisten uit de 18e eeuw uit Luik. Zijn zoon Jean-Noël Hamal (1709-1778) was eveneens componist. Verder behoorde tot die familie ook de componist Henri Hamal (1744-1820), een neef van Jean-Noël Hamal en een kleinzoon van Henri-Guillaume Hamal.

## Levensloop

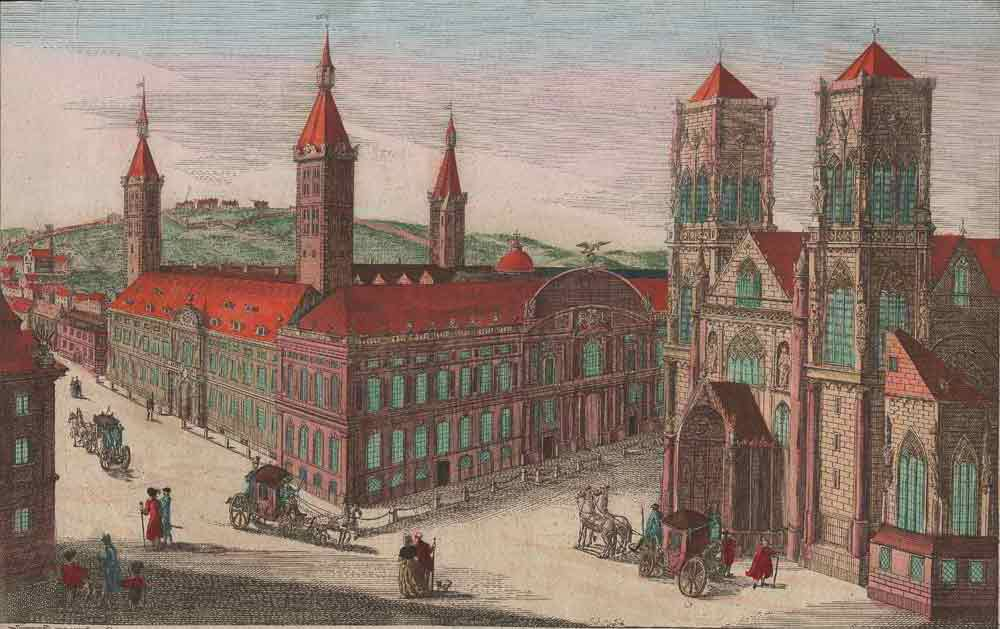
Tekening: rechts de Sint-Lambertuskathedraal, naast het bisschoppelijk paleis (18e eeuw)

Hamal studeerde bij Lambert Pietkin (1613-1696), die zelf organist was aan de Sint-Lambertuskathedraal in Luik. Van 1711 tot 1712 was hij organist aan de Onze-Lieve-Vrouwekerk in Sint-Truiden. Vervolgens kwam hij terug naar Luik en werd kapelmeester aan de Sint-Lambertuskathedraal. Daarnaast was hij een actief componist. Bekend zijn van hem een Tantum ergo, een Laudate pueri voor groot orkest, een Requiem alsook een Concert in D majeur, voor trompet en orkest. Het laatstgenoemde werk werd door Maurice André en het kamerorkest van Jean-François Paillard op cd opgenomen.
Hij huwde Catherine Corbusier en dit echtpaar had zes kinderen.